# Neuilly-Saint-Front
Pour les articles homonymes, voir Neuilly et Saint-Front.
Neuilly-Saint-Front est une commune française située dans le département de l'Aisne, en région Hauts-de-France.

## Géographie

### Localisation

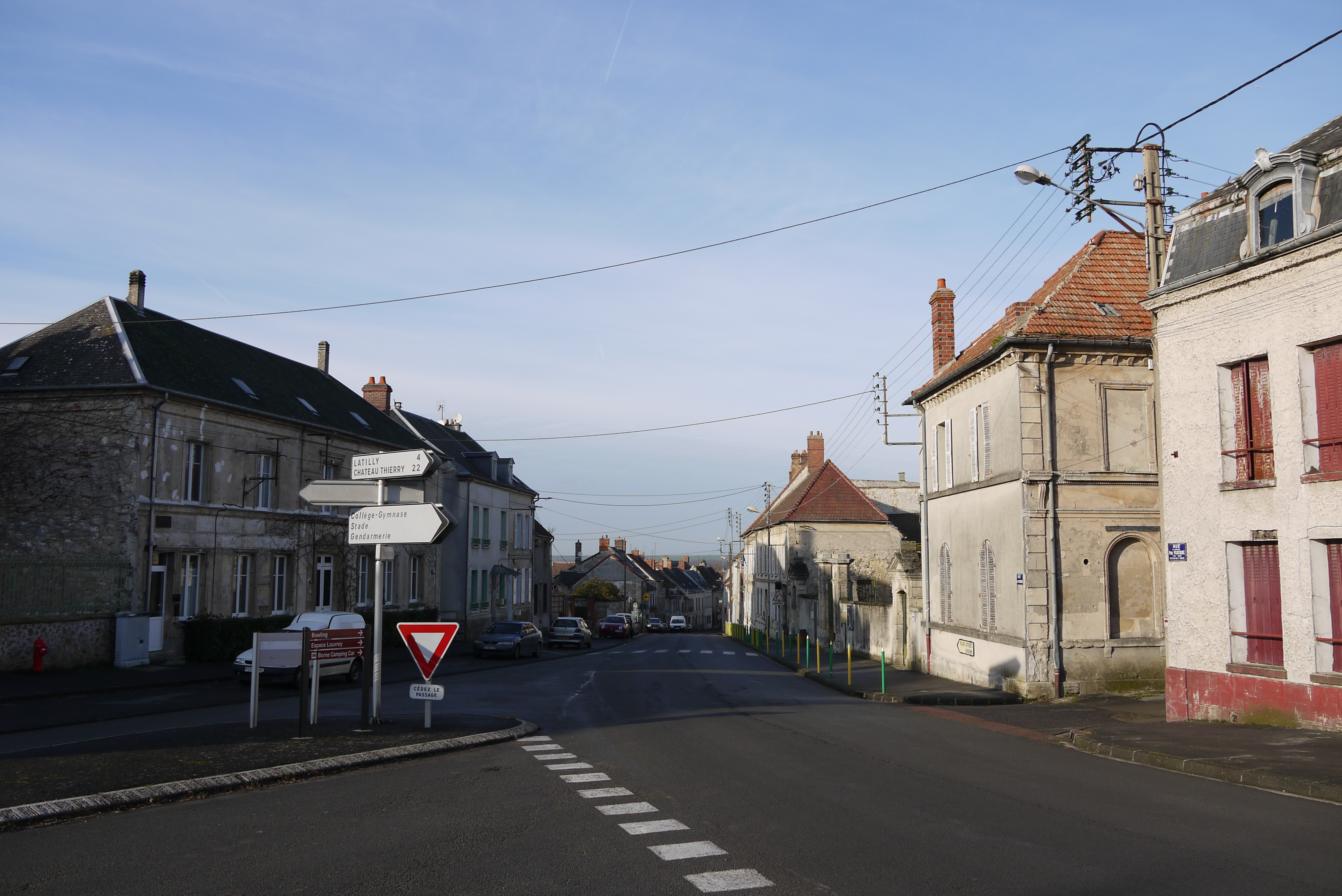
Carrefour de la rue de la Chapelle et de la rue Jean-de-La Fontaine.

Neuilly-Saint-Front est un bourg situé dans le sud du département de l'Aisne, à proximité de la vallée de l'Ourcq, à 21 km de Château-Thierry. 

### Voies de communication et transports
Le territoire de la commune est traversé par les routes D 4 vers La Ferté-Milon, et D 973 vers Château-Thierry par le sud-est et vers Villers-Cotterêts par le nord.
La gare de Neuilly-Saint-Front, située sur la commune de Vichel-Nanteuil, assure des liaisons autocar SNCF vers Fismes et La Ferté-Milon.

### Hydrographie
La commune est située dans le bassin Seine-Normandie. Elle est drainée par l'Ourcq, le ru d'Allan, le cours d'eau 01 des Cuyelets, le Fond de Bagnolet et le fossé le Rouillard,,.
L'Ourcq, d'une longueur de 86 km, prend sa source dans la commune de Courmont et se jette  dans la Marne en limite de Mary-sur-Marne et de Lizy-sur-Ourcq, face à Isles-les-Meldeuses, après avoir traversé 36 communes. Les caractéristiques hydrologiques de l'Ourcq sont données par la station hydrologique située sur la commune de Chouy. Le débit moyen mensuel est de 1,99 m3/s. Le débit moyen journalier maximum est de 19,6 m3/s, atteint lors de la crue du 23 mars 2001. Le débit instantané maximal est quant à lui de 22,4 m3/s, atteint le 1er juin 2016.
Le ru d'Allan, d'une longueur de 17 km, prend sa source dans la commune de Sommelans et se jette  dans divers bras de l'Ourcq à Mareuil-sur-Ourcq, après avoir traversé douze communes.

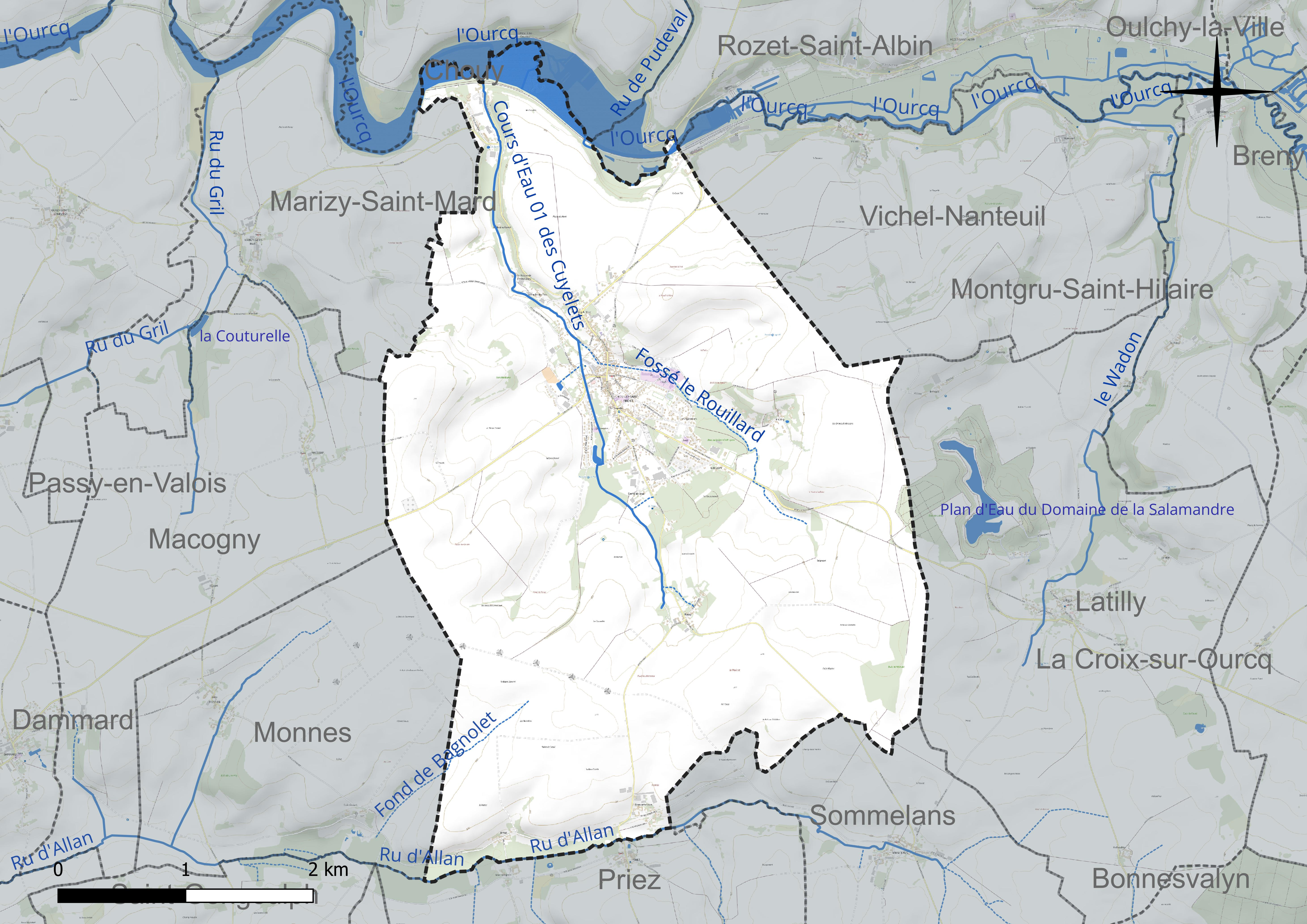
Réseau hydrographique de Neuilly-Saint-Front.

### Climat
Pour des articles plus généraux, voir Climat des Hauts-de-France et Climat de l'Aisne.
En 2010, le climat de la commune est de type climat océanique dégradé des plaines du Centre et du Nord, selon une étude du CNRS s'appuyant sur une série de données couvrant la période 1971-2000. En 2020, Météo-France publie une typologie des climats de la France métropolitaine dans laquelle la commune est exposée à un climat océanique altéré et est dans la région climatique Nord-est du bassin Parisien, caractérisée par un ensoleillement médiocre, une pluviométrie moyenne régulièrement répartie au cours de l'année et un hiver froid (3 °C).
Pour la période 1971-2000, la température annuelle moyenne est de 10,4 °C, avec une amplitude thermique annuelle de 15 °C. Le cumul annuel moyen de précipitations est de 737 mm, avec 11,9 jours de précipitations en janvier et 8,4 jours en juillet. Pour la période 1991-2020, la température moyenne annuelle observée sur la station météorologique la plus proche, située sur la commune de Blesmes à 20 km à vol d'oiseau, est de 10,6 °C et le cumul annuel moyen de précipitations est de 713,0 mm,. Pour l'avenir, les paramètres climatiques de la commune estimés pour 2050 selon différents scénarios d'émission de gaz à effet de serre sont consultables sur un site dédié publié par Météo-France en novembre 2022.

## Urbanisme

### Typologie
Au 1er janvier 2024, Neuilly-Saint-Front est catégorisée bourg rural, selon la nouvelle grille communale de densité à 7 niveaux définie par l'Insee en 2022.
Elle est située hors unité urbaine et hors attraction des villes,.

### Occupation des sols
L'occupation des sols de la commune, telle qu'elle ressort de la base de données européenne d'occupation biophysique des sols Corine Land Cover (CLC), est marquée par l'importance des territoires agricoles (85,7 % en 2018), une proportion sensiblement équivalente à celle de 1990 (86,1 %). La répartition détaillée en 2018 est la suivante : 
terres arables (80,5 %), zones urbanisées (7,2 %), forêts (7,2 %), prairies (3,6 %), zones agricoles hétérogènes (1,6 %).
L'évolution de l'occupation des sols de la commune et de ses infrastructures peut être observée sur les différentes représentations cartographiques du territoire : la carte de Cassini (XVIIIe siècle), la carte d'état-major (1820-1866) et les cartes ou photos aériennes de l'IGN pour la période actuelle (1950 à aujourd'hui).

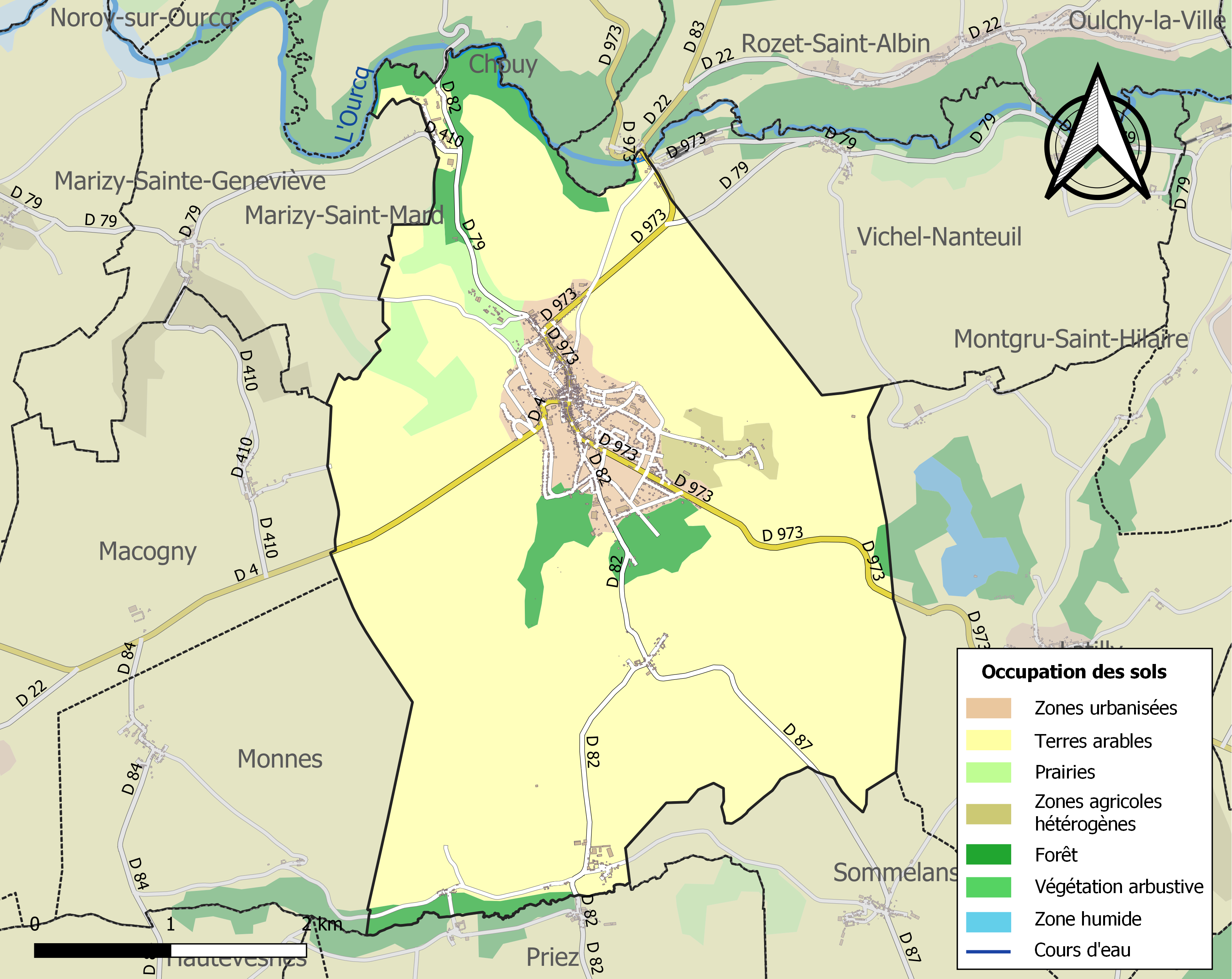
Carte de l'occupation des sols de la commune en 2018 (CLC).

## Toponymie
Le nom de la localité est attesté sous les formes Noviliacum (IXe siècle) ; Nemus de Nuelliaco (1173) ; Capella de Nuiliaco (1201) ; Nueliacum (1226) ; In villa et territorio de Nuili (1239) ; Nuelly-Saint-Front, Nuilli-Saint-Front (1342) ; Villa Nulliaci-Sancti-Frontonis (1343) ; Nully-Saint-Front, Nueilly-Saint-Front (1359) ; Nulli-Saint-Front (1367) ; Neully-Saint-Front (1464) ; Nully (xve siècle) ; Nuilly (1497) ; Neully-Saint-Frond (1509) ; Nully-Saint-Frond (1577).

Durant la Révolution, la commune porte le nom de Neuilly-sur-Ourcq en 1793.
Neuilly : du latin novalia (« jachères, terre nouvellement défrichée »), une terre nouvellement mise en culture.
Saint-Front  est un hagiotoponyme faisant référence, probablement, à Front de Passais.

## Histoire
L'histoire de Neuilly-Saint-Front est très ancienne comme le prouve la présence d'un polissoir néolithique. Celui-ci fait l'objet d'un classement au titre des monuments historiques depuis le 10 février 1970.
Sous l'Ancien Régime, le prénom Frontenette était très utilisé dans la paroisse, en référence au saint local censé protéger ses porteuses. Il n'était pratiquement pas utilisé en dehors de la commune.

## Politique et administration

### Découpage territorial
La commune de Neuilly-Saint-Front est membre de la communauté d'agglomération de la Région de Château-Thierry, un établissement public de coopération intercommunale (EPCI) à fiscalité propre créé le 1er janvier 2017 dont le siège est à Étampes-sur-Marne. Ce dernier est par ailleurs membre d'autres groupements intercommunaux.
Sur le plan administratif, elle est rattachée à l'arrondissement de Château-Thierry, au département de l'Aisne et à la région Hauts-de-France. Sur le plan électoral, elle dépend du  canton de Villers-Cotterêts pour l'élection des conseillers départementaux, depuis le redécoupage cantonal de 2014 entré en vigueur en 2015, et de la cinquième circonscription de l'Aisne  pour les élections législatives, depuis le dernier découpage électoral de 2010.

### Liste des maires
| Période                                  | Période                   | Identité                                              | Étiquette | Qualité |
| ---------------------------------------- | ------------------------- | ----------------------------------------------------- | --------- | --- |
| Maire en 1840                            | ?                         | Jean-Marie Laurent Borniche (1775-1862)               |           | Cultivateur, éleveur de béliers mérinos Conseiller d'arrondissement                                                                                                 |
| milieu XIXe siècle                       | ?                         | Jean François Front Dujardin (1794 - 15 février 1873) |           | |
| Les données manquantes sont à compléter. |                           |                                                       |           | |
| 1959                                     | 1973                      | Joseph Boury (1903-2004)                              |           | Instituteur Réélu en 1965 et 1971 |
| 1973                                     | 1983                      | Raymond Boulanger                                     |           | Conseiller municipal (1953 → 1989) |
| Les données manquantes sont à compléter. |                           |                                                       |           | |
| mars 1989                                | mai 2020                  | André Rigaud                                          | UMP-LR    | Gérant de société Conseiller général de Neuilly-Saint-Front (2001 → 2015) Président de la CC de l'Ourcq et du Clignon (2008 → 2014) Réélu pour le mandat 2014-2020, |
| mai 2020                                 | En cours (au 24 mai 2020) | Françoise Biniec                                      |           | Ancienne cadre, ancienne adjointe |

## Population et société

### Démographie
L'évolution du nombre d'habitants est connue à travers les recensements de la population effectués dans la commune depuis 1793. Pour les communes de moins de 10 000 habitants, une enquête de recensement portant sur toute la population est réalisée tous les cinq ans, les populations de référence des années intermédiaires étant quant à elles estimées par interpolation ou extrapolation. Pour la commune, le premier recensement exhaustif entrant dans le cadre du nouveau dispositif a été réalisé en 2007.
En 2022, la commune comptait 1 980 habitants, en évolution de −5,89 % par rapport à 2016 (Aisne : −1,97 %, France hors Mayotte : +2,11 %).
| 1793  | 1800  | 1806  | 1821  | 1831  | 1836  | 1841  | 1846  | 1851  |
| ----- | ----- | ----- | ----- | ----- | ----- | ----- | ----- | ----- |
| 1 403 | 1 803 | 1 757 | 1 742 | 1 748 | 1 710 | 1 802 | 1 768 | 1 814 |

| 1856  | 1861  | 1866  | 1872  | 1876  | 1881  | 1886  | 1891  | 1896  |
| ----- | ----- | ----- | ----- | ----- | ----- | ----- | ----- | ----- |
| 1 738 | 1 728 | 1 762 | 1 667 | 1 645 | 1 653 | 1 624 | 1 484 | 1 397 |

| 1901  | 1906  | 1911  | 1921  | 1926  | 1931  | 1936  | 1946  | 1954  |
| ----- | ----- | ----- | ----- | ----- | ----- | ----- | ----- | ----- |
| 1 439 | 1 481 | 1 440 | 1 395 | 1 492 | 1 445 | 1 458 | 1 492 | 1 581 |

| 1962  | 1968  | 1975  | 1982  | 1990  | 1999  | 2006  | 2007  | 2012  |
| ----- | ----- | ----- | ----- | ----- | ----- | ----- | ----- | ----- |
| 1 528 | 1 653 | 1 705 | 1 847 | 1 993 | 2 088 | 2 124 | 2 128 | 2 158 |

| 2017  | 2022  | - | - | - | - | - | - | - |
| ----- | ----- | - | - | - | - | - | - | - |
| 2 078 | 1 980 | - | - | - | - | - | - | - |

### Enseignement
- Ecole maternelle publique
- École Marcel-Roger.
- École Sainte-Jeanne-d'Arc.
- Collège Joseph-Boury.

### Cultes
- L'église de Neuilly-Saint-Front fait l'objet d'un classement au titre des monuments historiques depuis le 5 février 1920[33].
- La chapelle Saint-Front a été construite en 1818 sur l'emplacement d'une ancienne chapelle édifiée pour la reine Jeanne d'Evreux en 1343. Cette chapelle jouxte le polissoir et en christianise la légende.

## Culture locale et patrimoine

### Monuments
- La nécropole nationale de Neuilly-Saint-Front, établie en 1919 et abritant 2 039 corps.
- Polissoir de Neuilly-Saint-Front classé en 1970.
- Vestige d'une enceinte quadrangulaire qui était flanquée de quatre tours aux angles et par quatre autres au milieu des courtines. Le château est fondé vers 1236 par le comte Thibaut de Champagne[34].

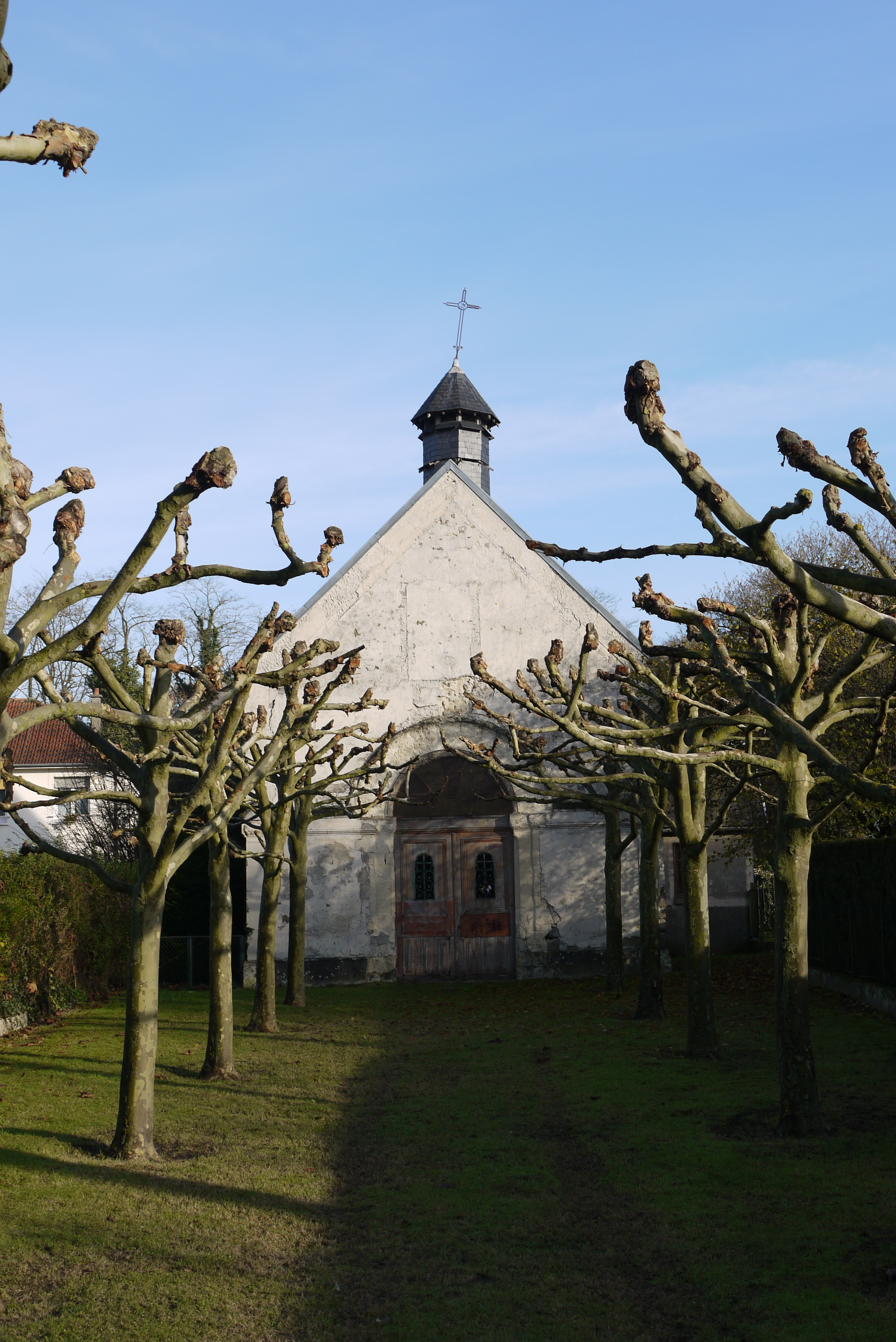
La chapelle Saint-Front.
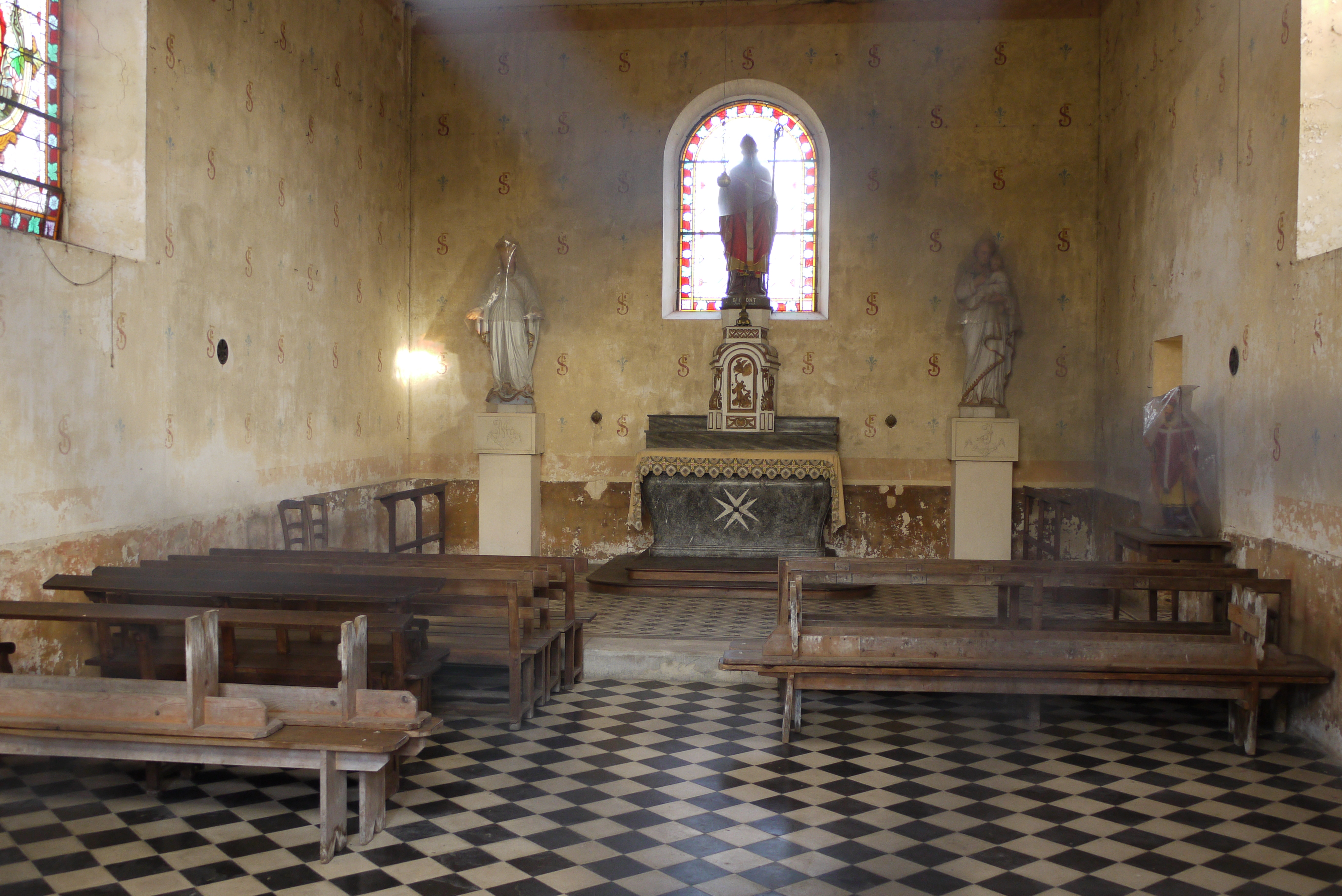
L'intérieur de la chapelle Saint-Front.
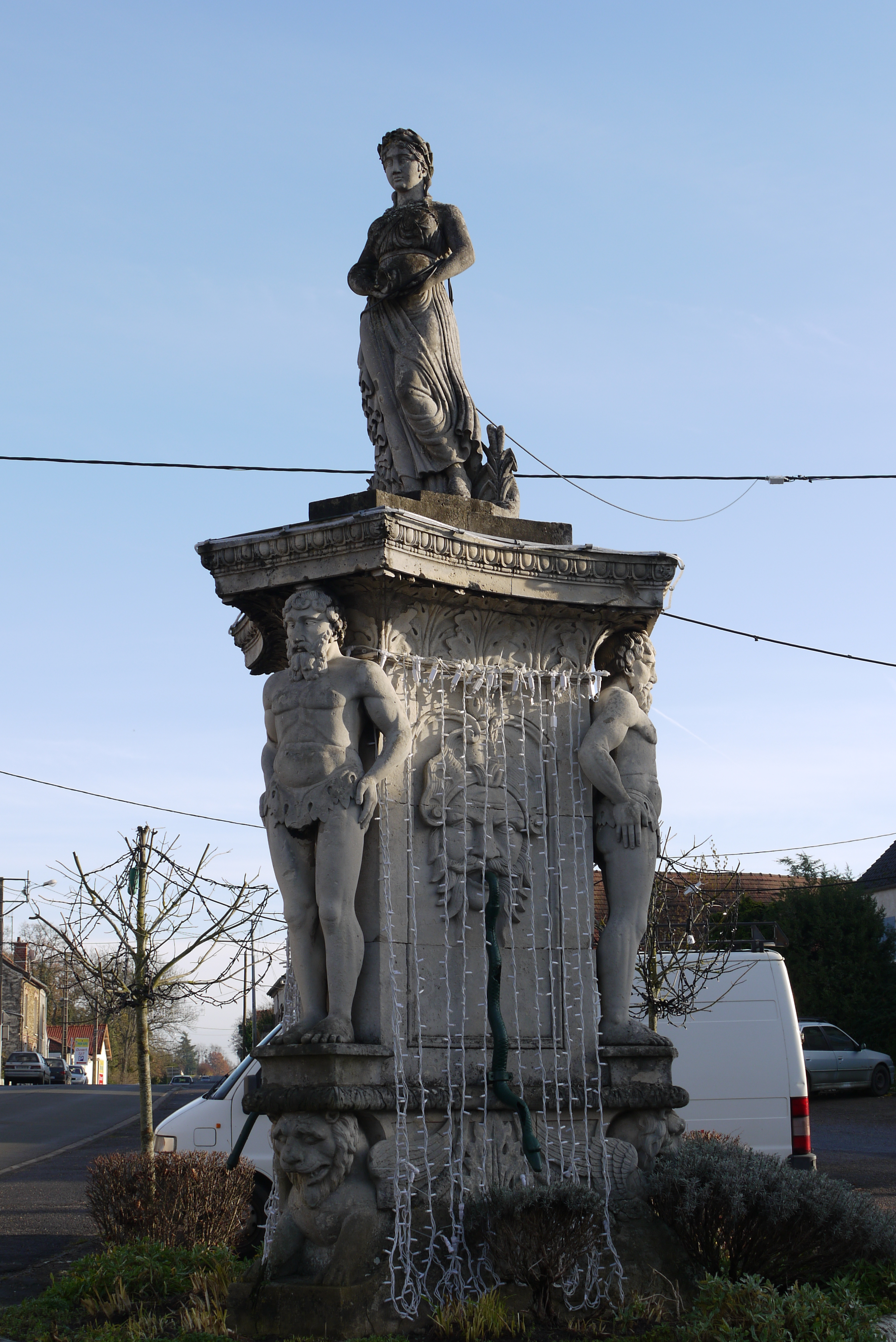
Fontaine de la chapelle Saint-Front.
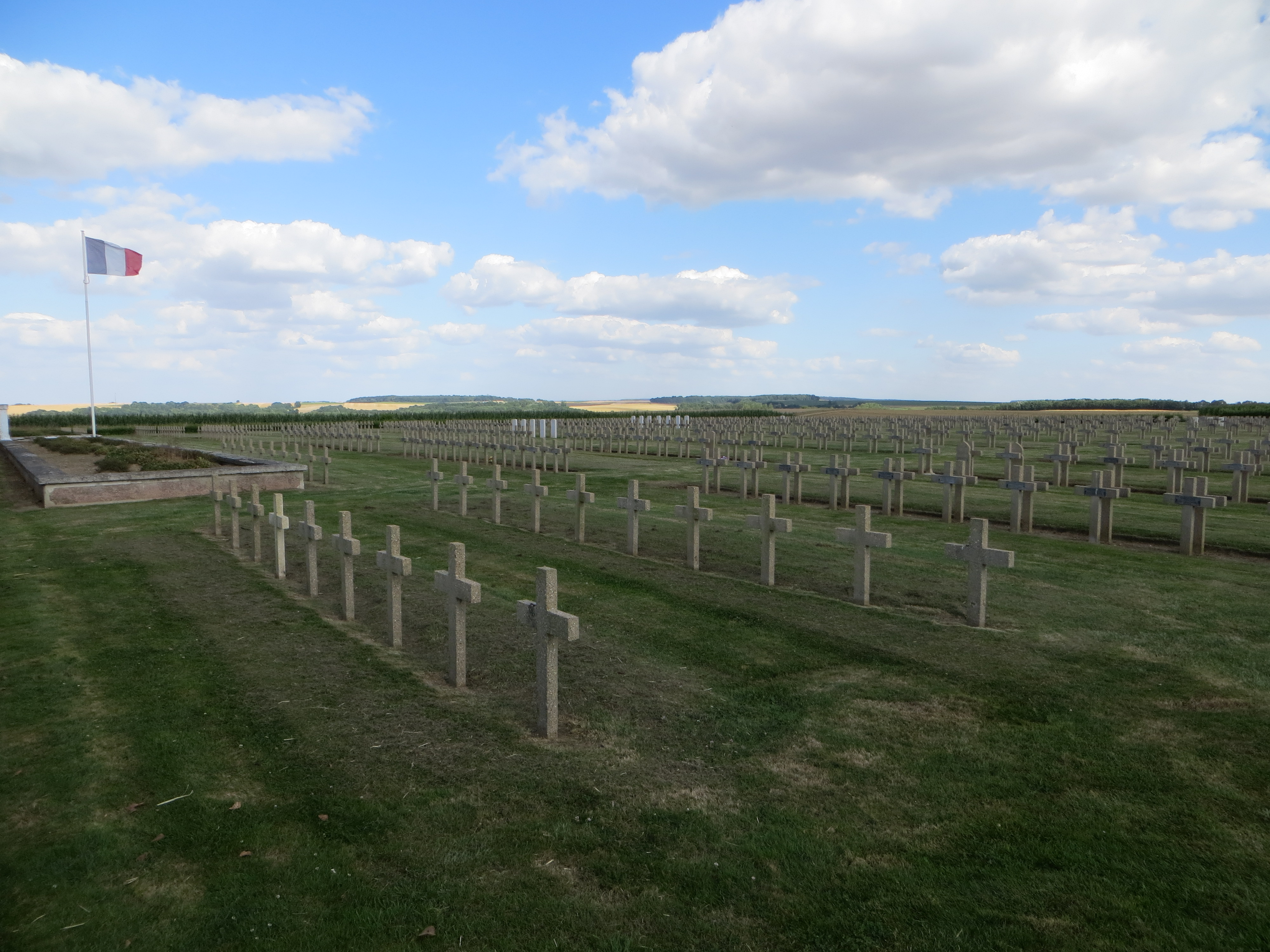
Vue générale de la nécropole nationale.

### Personnalités liées à la commune
- Charles de Bourbon, prétendant survivantiste à la couronne de France.
- François Flameng, peintre officiel des armées qui réalisa pendant la Grande Guerre de nombreux croquis et dessins des combats sanglants ayant eu lieu dans les environs et qui parurent dans la revue L'Illustration.
- Louis Pierre François Hacquin, baptisé le 8 août 1774 à Neuilly-Saint-Front, fils de Pierre Hacquin (1734-1806) et petit-fils de Front Hacquin (1697-1765), jardiniers natifs de la commune ; il fait partie des armées de Sambre-et-Meuse, d'Italie, d'Orient ; officier de cavalerie, il participe entre autres aux batailles d'Eylau et de Friedland, puis à la campagne de Russie (1812). Décoré de la Croix de Saint-Louis (1820), il prend sa retraite à Gerberoy (Oise normande) où il épouse en 1831 Aimée Félicité Dupuis (1787-1845), nièce du maire de Gerberoy et veuve en premières noces de Stanislas Louis d'Aiguillon (dont les deux sœurs étaient mariées aux comtes d'Empire César Berthier et Charles de Lasalle). Il meurt à Gerberoy le 27 mai 1848.
- Louis-Jules-Gabriel Doyen a longtemps habité Neuilly-Saint-Front où il était géomètre-arpenteur, profession qui lui permit de produire des notices détaillées et bien documentées sur la région ; il meurt le 17 mars 1905.

### Héraldique
| Blason de Neuilly-Saint-Front | Blason  | D'azur à la cotice d'or côtoyée en pointe d'une cotice potencée, les potences dirigées vers le haut, et accompagnée de trois fleurs de lis posées 1 et 2, le tout du même. |
| Blason de Neuilly-Saint-Front | Détails | Le statut officiel du blason reste à déterminer. |